# 三浦璃来
三浦 璃来（みうら りく、英語: Riku Miura、2001年12月17日 - ）は、兵庫県宝塚市出身の女性フィギュアスケート選手。
2015年からペア選手として活動し、パートナーは木原龍一。マネジメントはIMG。身長145cm。
日本選手が苦戦していたペア競技において、数々の最高成績を更新している歴史的な選手である。2022年北京オリンピックで日本初の入賞となるペア7位、団体戦銀メダル獲得に貢献した。2022-2023年のシーズンでは、日本ペア史上初のグランプリシリーズのスケートカナダで優勝、NHK杯優勝、また、世界選手権、四大陸選手権、グランプリファイナルで優勝しフィギュアスケートの全カテゴリを含めて日本選手初となる年間グランドスラムを達成した。

## 経歴
2006年、5歳のときにスケートを始めた。フィギュアスケートをするディズニーのアニメを見て私にもできると思ったのがきっかけだった。スケート上達に向け、体を柔らかくするために新体操を、精神力を鍛えるために空手を、スケートと並行して子供の頃にやっていたが2つとも短期間でやめた。空手では回し蹴りが得意だったという。
小学生の時点でスケート中心の生活だった。
当初シングル選手として活動していたが、2015年に同じ練習拠点だった市橋翔哉とペアを結成した。

### 市橋翔哉とのペア
ペアの愛称は「りくしょう」。
2015年12月、全日本選手権ジュニアクラスで優勝、初めての国際大会となった2016年ババリアンオープンでは7位となった。
2016年12月、全日本選手権ジュニアクラスで2連覇を達成。2017年1月に開催されたメンタートルン杯で優勝を果たした。
2017年3月、初出場となった2017年世界ジュニア選手権ではショートプログラム（以下SP）11位、フリースケーティング（以下FS）13位で総合11位となった。
2019年7月、ペアを解消。

### 木原龍一とのペア

#### 2019 - 2020シーズン
その頃、同じようにペアを解散していた木原龍一に申し出て、2019年7月末にトライアウトを行った。「ペアはどちらかが合わせるイメージでしたけど、滑ってみてお互いが合いました」とのちに語ったように、相性のよさを互いに実感し、8月5日、木原が所属する木下グループから新ペア結成を発表した。ペアの愛称は「りくりゅう」。カナダ・オークビルを練習拠点とし、結成わずか3か月ながら初出場したグランプリシリーズNHK杯において第5位
、四大陸選手権では8位。派遣が決定していた世界選手権はコロナウイルス感染症の影響により中止となった。

#### 2020-2021シーズン
新型コロナウイルスの感染拡大を受けて、出場を予定していたスケートカナダが開催中止となり、全日本選手権への出場も辞退したため、世界選手権がシーズン初戦となったが、SPで8位となり、初のFS進出を果たす。FSでは10位で、総合順位は10位となった。これにより、北京オリンピックの日本の出場枠「1」を自力で獲得した。世界国別対抗戦ではSP、FSともに3位となり、日本の銅メダル獲得に貢献する。

#### 2021-2022シーズン
シーズン初戦のオータムクラシックで総合得点200点を超え、国際大会初優勝を果たす。スケートアメリカでは2位となりISUグランプリシリーズで初のメダルを獲得。またNHK杯では3位となり、日本人同士のペアとして初めてグランプリファイナルに進出した。オミクロン株の影響で、全日本選手権は昨年に続き欠場するも、今季の実績をもとに北京オリンピック代表、世界選手権代表に選出された。
北京冬季オリンピック
北京冬季オリンピックにペアの日本代表として出場した。2月4日に開催された団体戦のペアSP、7日のFSともに自己ベストを更新し、それぞれ4位、2位になると、日本のフィギュアスケート団体戦初のメダル獲得に貢献した。その後、ロシアチーム（ROC）のドーピング違反により、2024年8月、日本の順位は2位に繰り上がっている。なお、このドーピング問題で、長らく団体戦の順位が確定せずに表彰式も延期となった。順位確定後の2024年8月7日、夏季パリオリンピック期間中にパリ市内にて改めてセレモニーが開催され、アメリカチームに金メダルが、日本チームに銀メダルが授与された。
2月18～19日に行われた個人戦ではSPでミスはあったものの8位となってFSに進出し、FSでは自己ベストを更新する出来で総合順位は7位。五輪での日本人ペアとしては初入賞、史上最高順位となる7位入賞を果たした。
3月の世界選手権では、SP3位、FSで3位で銀メダルを獲得。日本勢のペア種目では五輪を含め過去最高順位で、日本人同士のペアでは初の表彰台に上がる快挙を果たした。しかしFSのソロジャンプ、スロージャンプなどでミスがあったことから演技後は涙も見せ、「今シーズンたくさん成長することが出来たので、来年も必ず自分たちは成長出来ると思っているので、さらにさらに頑張って行きたいと思います」と語った。

#### 2022-2023シーズン
7月のアイスショーで左肩を負傷(脱臼)し、治療とリハビリのため二人での練習が9月までできなかったというが、今季初戦となるスケートカナダでは、SP1位、FS1位、合計で自己最高を記録して優勝し、ペアの日本勢で初めてグランプリシリーズの頂点に立った。続くNHK杯でもSPでは自己最高を更新、世界歴代5位(開催時点)の高得点で1位、FSもまた1位となり、合計で自己最高を記録し制覇すると、グランプリファイナル出場を決めた。グランプリファイナルではSP、FSともに1点に満たない僅差の戦いを制して1位となり優勝を果たした。グランプリファイナル制覇もまた日本のペア史上初の快挙である。
全日本選手権は出場予定であったが、拠点であるトロントから日本への移動時に航空便の大幅遅延およびロストバゲージに見舞われ、日本には着いたものの欠場となった。
グランプリシリーズの成績等から世界選手権、四大陸選手権代表に選出されると、四大陸選手権でもSP1位、FS1位を獲得すると、日本人ペアでの史上初優勝を飾る。
さらに世界選手権ではSPで80.72点と自己ベストを更新して首位に立ち、FPでは転倒がありながらも自己ベストを更新、合計222.16点で優勝した。これも日本人ペアとして初優勝であり、再び歴史を塗り替えた。また、このシーズンのISUチャンピオンシップである世界選手権、四大陸選手権、グランプリファイナルを制したことで、日本フィギュア界初の年間グランドスラムを達成している。

#### 2023-2024シーズン
グランプリシリーズは、スケートアメリカ、NHK杯に出場予定だったが、木原の腰椎分離症のため、両試合とも欠場となった。
世界選手権ではフリー当日の6分間練習で転倒して、肩を亜脱臼した状態で望むことになったが2位に輝いた。その後医師により6週間の安静が必要と診断された。

#### 2024-2025シーズン
ロンバルディア杯ではSPが73.53点で2位、FSが126.02点で3位、合計199.55点で2位となった。
スケートアメリカではSP1位、FS1位で優勝。主要な国際大会での優勝は、2023年3月の世界選手権以来1年7か月ぶりとなった。

## スケート観
試合は毎回とても緊張する。
ペア演技では1番難しいと感じるところは、2人のタイミングのずれやコンディションの違いである。ただ、その難しさを2人で乗り越えたときは、喜びも2倍になり相方とその喜びを分かち合えるのは、ペアにしかない楽しさだという。

## 記録
- 日本ペア初の世界選手権優勝
- 日本初の年間グランドスラム達成

## 競技成績

### ISUパーソナルベストスコア
- SP - ショートプログラム、FS - フリースケーティング
- TSS - 部門内合計得点（英: Total segment score）は太字
- TES - 技術要素点（英: Technical element score）、PCS - 演技構成点（英: Program component score）

| 部門 | 種類 | 得点   | 大会                 |
| ---- | ---- | ------ | -------------------- |
| 総合 | TSS  | 226.09 | 2025年世界国別対抗戦 |
| SP   | TSS  | 80.99  | 2025年世界国別対抗戦 |
| SP   | TES  | 44.66  | 2023年世界選手権     |
| SP   | PCS  | 36.85  | 2025年世界国別対抗戦 |
| FS   | TSS  | 145.06 | 2025年世界国別対抗戦 |
| FS   | TES  | 73.78  | 2024年世界選手権     |
| FS   | PCS  | 73.31  | 2023年世界国別対抗戦 |

### 主な戦績
- 2019-2020シーズンからは木原龍一とのペア
- 2018-2019シーズンまでは市橋翔哉とのペア

### 木原龍一とのペア
| 大会/年              | 2019-20  | 2020-21  | 2021-22  | 2022-23  | 2023-24  | 2024-25  | 2025-26  |
| 国際大会             | 国際大会 | 国際大会 | 国際大会 | 国際大会 | 国際大会 | 国際大会 | 国際大会 |
| -------------------- | -------- | -------- | -------- | -------- | -------- | -------- | -------- |
| 冬季オリンピック     |          |          | 7        |          |          |          |          |
| 世界選手権           | 中止     | 10       | 2        | 1        | 2        | 1        |          |
| 四大陸選手権         | 8        |          |          | 1        | 2        | 1        |          |
| GPファイナル         |          |          | 中止     | 1        |          | 2        |          |
| GPフランスグランプリ |          |          |          |          |          |          | TBD      |
| GPスケートアメリカ   |          |          | 2        |          | WD       | 1        | TBD      |
| GPスケートカナダ     |          | 中止     |          | 1        |          |          |          |
| GP NHK杯             | 5        |          | 3        | 1        | WD       | 2        |          |
| CSロンバルディア杯   |          |          |          |          |          | 2        |          |
| CSオータムクラシック |          |          | 1        |          | 2        |          |          |
| チャレンジカップ     |          |          |          |          | WD       |          |          |
| 国内大会             |          |          |          |          |          |          |          |
| 全日本選手権         | 1        | 棄権     | 棄権     | WD       | WD       | 1        |          |
| 団体戦               |          |          |          |          |          |          |          |
| 冬季オリンピック     |          |          | 2        |          |          |          |          |
| 世界国別対抗戦       |          | T3 / P3  |          | T3 / P2  |          | T2 / P1  |          |

### 市橋翔哉とのペア
| 世界選手権           |     |     |    | -       |
| 四大陸選手権         |     |     | 10 |         |
| CSゴールデンスピン   |     |     | 6  |         |
| 世界Jr.選手権        |     | 13  | 10 | 14      |
| JGPリッチモンド      |     |     |    | 4       |
| JGPオーストリア杯    |     |     |    | 7       |
| JGPバルティック杯    |     |     | 10 |         |
| JGPリガ              |     |     | 10 |         |
| メンタートルン杯     |     | 1 J |    |         |
| ババリアンオープン   | 7 J |     |    |         |
| 国内大会             |     |     |    |         |
| 全日本選手権         |     |     |    | WD      |
| 全日本ジュニア選手権 | 1   | 1   | 1  |         |
| 団体戦               |     |     |    |         |
| 世界国別対抗戦       |     |     |    | T2 / P6 |

- J = ジュニアクラス

### 詳細
| 2024-2025 シーズン    |                                                               |         |          |                   |
| 開催日                | 大会名                                                        | SP      | FS       | 結果              |
| 2025年4月17日 - 20日  | 2025年世界フィギュアスケート国別対抗戦（東京）                | 1 80.99 | 1 145.06 | TBD 団体 (226.05) |
| 2025年3月24日 - 30日  | 2025年世界フィギュアスケート選手権（ボストン）                | 1 76.57 | 2 143.22 | 1 219.79          |
| 2025年2月18日 - 23日  | 2025年四大陸フィギュアスケート選手権（ソウル）                | 1 74.73 | 1 142.59 | 1 217.32          |
| 2024年12月19日 - 22日 | 第93回全日本フィギュアスケート選手権（門真）                  | 1 74.16 | 1 138.17 | 1 212.33          |
| 2024年12月5日 - 8日   | 2024/2025 ISUグランプリファイナル（グルノーブル ）            | 2 76.27 | 3 130.44 | 2 206.71          |
| 2024年11月8日 - 10日  | ISUグランプリシリーズ NHK杯（東京）                           | 1 71.90 | 2 137.55 | 2 209.45          |
| 2024年10月18日 - 20日 | ISUグランプリシリーズ スケートアメリカ（アレン）              | 1 77.79 | 1 136.44 | 1 214.23          |
| 2024年9月13日 - 15日  | ISUチャレンジャーシリーズロンバルディアトロフィー（ベルガモ） | 2 73.53 | 3 126.02 | 2 199.55          |

| 2023-2024 シーズン     |                                                      |         |          |          |
| 開催日                 | 大会名                                               | SP      | FS       | 結果     |
| 2024年3月18日 - 24日   | 2024年世界フィギュアスケート選手権（モントリオール） | 2 73.53 | 1 144.35 | 2 217.88 |
| 2024年1月30日 - 2月4日 | 2024年四大陸フィギュアスケート選手権（上海）         | 2 65.61 | 3 125.16 | 2 190.77 |
| 2023年12月20日 - 24日  | 第92回全日本フィギュアスケート選手権（長野）         |         |          | WD       |
| 2023年11月24日 - 26日  | ISUグランプリシリーズ NHK杯（門真）                  |         |          | WD       |
| 2023年10月20日 - 22日  | ISUグランプリシリーズ スケートアメリカ（アレン）     |         |          | WD       |

| 2022-2023 シーズン    |                                                              |         |          |               |
| 開催日                | 大会名                                                       | SP      | FS       | 結果          |
| 2023年4月13日 - 16日  | 2023年世界フィギュアスケート国別対抗戦（東京）               | 2 80.47 | 2 143.69 | 3 団体 224.16 |
| 2023年3月20日 - 26日  | 2023年世界フィギュアスケート選手権（さいたま）               | 1 80.72 | 2 141.44 | 1 222.16      |
| 2023年2月7日 - 12日   | 2023年四大陸フィギュアスケート選手権（コロラドスプリングス） | 1 71.19 | 1 137.05 | 1 208.24      |
| 2022年12月21日 - 25日 | 第91回全日本フィギュアスケート選手権（門真）                 |         | -        | WD            |
| 2022年12月8日 - 11日  | 2022/2023 ISUグランプリファイナル（トリノ）                  | 1 78.08 | 1 136.50 | 1 214.58      |
| 2022年11月18日 - 20日 | ISUグランプリシリーズ NHK杯（札幌）                          | 1 78.25 | 1 137.91 | 1 216.16      |
| 2022年10月28日 - 30日 | ISUグランプリシリーズ スケートカナダ（ミシサガ）             | 1 73.39 | 1 138.63 | 1 212.02      |

| 2021-2022 シーズン    |                                                        |         |          |          |
| 開催日                | 大会名                                                 | SP      | FS       | 結果     |
| 2022年3月21日 - 27日  | 2022年世界フィギュアスケート選手権（モンペリエ）       | 3 71.58 | 3 127.97 | 2 199.55 |
| 2022年2月4日 - 20日   | 北京オリンピック（北京）                               | 8 70.85 | 5 141.04 | 7 211.89 |
| 2022年2月4日 - 7日    | 北京オリンピック団体戦（北京）                         | 4 74.45 | 2 139.60 | 2 団体   |
| 2021年11月12日 - 14日 | ISUグランプリシリーズ NHK杯（東京）                    | 3 73.98 | 3 135.44 | 3 209.42 |
| 2021年10月22日 - 24日 | ISUグランプリシリーズ スケートアメリカ（ラスベガス）   | 3 72.63 | 3 135.57 | 2 208.20 |
| 2021年9月16日 - 18日  | オータムクラシックインターナショナル（ピエールフォン） | 1 72.32 | 1 131.74 | 1 204.06 |

| 2020-2021 シーズン   |                                                      |         |           |                 |
| 開催日               | 大会名                                               | SP      | FS        | 結果            |
| 2021年4月15日 - 18日 | 2021年世界フィギュアスケート国別対抗戦（大阪）       | 3 65.82 | 3 130.83  | 3 (団体) 196.65 |
| 2021年3月22日 - 28日 | 2021年世界フィギュアスケート選手権（ストックホルム） | 8 64.37 | 10 120.04 | 10 184.41       |

| 2019-2020 シーズン    |                                                      |         |          |          |
| 開催日                | 大会名                                               | SP      | FS       | 結果     |
| 2020年3月16日 - 22日  | 2020年世界フィギュアスケート選手権（モントリオール） |         |          | 中止     |
| 2020年2月4日 - 9日    | 2020年四大陸フィギュアスケート選手権（ソウル）       | 9 57.45 | 8 110.05 | 8 167.50 |
| 2019年12月19日 - 22日 | 第88回全日本フィギュアスケート選手権（東京）         | 1 53.95 | 1 116.16 | 1 170.11 |
| 2019年11月22日 - 24日 | ISUグランプリシリーズ NHK杯（札幌）                  | 6 62.41 | 6 117.53 | 5 179.94 |

| 2018-2019 シーズン     |                                                        |         |          |                 |
| 開催日                 | 大会名                                                 | SP      | FS       | 結果            |
| 2019年4月11日 - 14日   | 2019年世界フィギュアスケート国別対抗戦（福岡）         | 6 44.93 | 6 92.98  | 2 (団体) 137.91 |
| 2019年3月4日 - 10日    | 2019年世界ジュニアフィギュアスケート選手権（ザグレブ） | 9 51.55 | 15 78.75 | 14 130.30       |
| 2018年12月20日 - 24日  | 第87回全日本フィギュアスケート選手権（門真）           | 2 49.70 | -        | WD -            |
| 2018年9月12日 - 15日   | ISUジュニアグランプリ JGPリッチモンド（リッチモンド）  | 5 51.55 | 3 89.85  | 4 141.40        |
| 2018年8月29日 - 9月1日 | ISUジュニアグランプリ JGPオーストリア杯（リンツ）      | 7 45.98 | 6 85.69  | 7 131.67        |

| 2017-2018 シーズン   |                                                        |          |          |           |
| 開催日               | 大会名                                                 | SP       | FS       | 結果      |
| 2018年1月22日 - 27日 | 2018年四大陸フィギュアスケート選手権（台北）           | 10 44.25 | 10 81.94 | 10 126.19 |
| 2018年3月5日 - 11日  | 2018年世界ジュニアフィギュアスケート選手権（ソフィア） | 9 50.30  | 11 86.92 | 10 137.22 |
| 2017年12月6日 - 9日  | ISUチャレンジャーシリーズ ゴールデンスピン（ザグレブ） | 6 43.84  | 6 75.40  | 6 119.24  |
| 2017年10月4日 - 7日  | ISUジュニアグランプリ バルティック杯（グダニスク）     | 12 46.14 | 9 81.58  | 10 127.72 |
| 2017年9月6日 - 9日   | ISUジュニアグランプリ リガ杯（リガ）                   | 10 40.08 | 8 74.23  | 10 114.31 |

| 2016-2017 シーズン    |                                                    |          |          |           |
| 開催日                | 大会名                                             | SP       | FS       | 結果      |
| 2017年3月13日 - 19日  | 2017年世界ジュニアフィギュアスケート選手権（台北） | 11 46.90 | 13 73.29 | 13 120.19 |
| 2016年12月10日 - 15日 | 2017年メンタートルン杯（トルン）                   | 1 42.04  | 1 70.31  | 1 112.35  |
| 2016年12月22日 - 25日 | 第85回全日本フィギュアスケート選手権（門真）       | 1 39.19  | 1 72.49  | 1 111.68  |

| 2015-2016 シーズン    |                                                      |         |         |          |
| 開催日                | 大会名                                               | SP      | FS      | 結果     |
| 2016年2月17日 - 21日  | 2017年2016年ババリアンオープン（オーベルストドルフ） | 7 35.08 | 7 59.49 | 7 94.57  |
| 2015年12月24日 - 27日 | 第84回全日本フィギュアスケート選手権（札幌）         | 1 37.11 | 1 70.39 | 1 107.50 |

## プログラム使用曲
| シーズン  | SP | FS                                                                                                   | EX                                                                              |
| --------- | --- | --- | ------------------------------------------------------------------------------- |
| 2024-2025 | Paint It Black 曲：ローリング・ストーンズ 振付：シェイ＝リーン・ボーン                                                         | Adiós 曲：Benjamin Clementine 振付：マリー＝フランス・デュブレイユ                                   | Can't Stop The Feeling 曲：ジャスティン・ティンバーレイク                       |
| 2023-2024 | Dare You to Move 曲：スウィッチフット                                                                                          | Une chance qu'on s'a 曲：セリーヌ・ディオン, ジャン＝ピエール・フェルラン Amour infini 曲：Karl Hugo |                                                                                 |
| 2022-2023 | You’ll Never Walk Alone 曲：リチャード・ロジャーズ,オスカー・ハマースタイン2世 振付：ジュリー・マルコット                      | Atlas: Two 曲：Sleeping at Last 振付：ジュリー・マルコット                                           | ハレルヤ 曲： Leonard Cohen 振付：ジュリー・マルコット I Lived 曲：ONE REPUBLIC |
| 2021-2022 | ハレルヤ 曲： Leonard Cohen 振付：ジュリー・マルコット                                                                         | Woman 曲： Shawn Phillips 振付：ジュリー・マルコット                                                 | I LIVED 曲：ONE REPUBLIC                                                        |
| 2020-2021 | ハレルヤ 曲： Leonard Cohen 振付：ジュリー・マルコット                                                                         | Woman 曲： Shawn Phillips 振付：ジュリー・マルコット                                                 | Million Reasons 曲：レディー・ガガ                                              |
| 2019-2020 | 映画『ノクターナル・アニマルズ』サウンドトラックより Wayward Sisters 作曲：アベル・コジェニオウスキ 振付：ジュリー・マルコット | フィックス・ユー 曲：コールドプレイ 振付：ジュリー・マルコット                                       |                                                                                 |
| 2018-2019 | クライ・ミー・ア・リヴァー 作曲：アーサー・ハミルトン 振付：ジュリー・マルコット                                               | ワルソー・コンチェルト 作曲：リチャード・アディンセル 振付：ヴァレリー・サウレー                     |                                                                                 |
| 2017-2018 | ミス・サイゴン 作曲：クロード＝ミシェル・シェーンベルク 振付：ジュリー・マルコット                                             | ワルソー・コンチェルト 作曲：リチャード・アディンセル 振付：ヴァレリー・サウレー                     |                                                                                 |
| 2016-2017 | ミス・サイゴン 作曲：クロード＝ミシェル・シェーンベルク 振付：ジュリー・マルコット                                             | チャップリンメドレー 振付：ヴァレリー・サウレー                                                      |                                                                                 |

## 受賞歴
- 兵庫県スポーツ賞：特別選手賞（2022年[40]）
- 感動大阪大賞（2022年[41]）
- 宝塚市特別賞（2022年[42]）
- 豊田市スポーツ栄誉賞（2022年[43]）
- 愛知県スポーツ功労賞（2022年[44]）
- 日本オリンピック委員会 JOCスポーツ賞：優秀賞（2022年[45]）
- 日本スケート連盟：JOC杯最優秀選手賞（2022年[46]）
- ビッグスポーツ賞（2023年[47]）、特別賞（2022年[48]）

## サポート・パートナーシップ契約他
- エア・カナダ (2023年5月1日- )